# Holcocera pulverea
Holcocera pulverea é uma espécie de mariposa do gênero Holcocera pertencente à família Coleophoridae.